# 索当茹
索当茹（法語：Sceaux-d'Anjou，法語發音：[so dɑ̃ʒu] ⓘ）是法国曼恩-卢瓦尔省的一个市镇，属于瑟格雷区。

## 地理
索当茹（47°37'17"N, 0°36'24"W）面积17.18 平方千米，位于法国卢瓦尔河地区大区曼恩-卢瓦尔省，该省份为法国西部内陆省份，大致对应安茹地区，北起顺时针与马耶讷省、萨尔特省、安德尔-卢瓦尔省、维埃纳省、德塞夫勒省、旺代省、大西洋卢瓦尔省和伊勒-维莱讷省接壤。
与索当茹接壤的市镇（或旧市镇、城区）包括：舍尼耶-尚特塞、埃屈耶、弗讷、格雷-讷维尔、托里涅当茹、莱欧当茹、安茹地区隆格内。

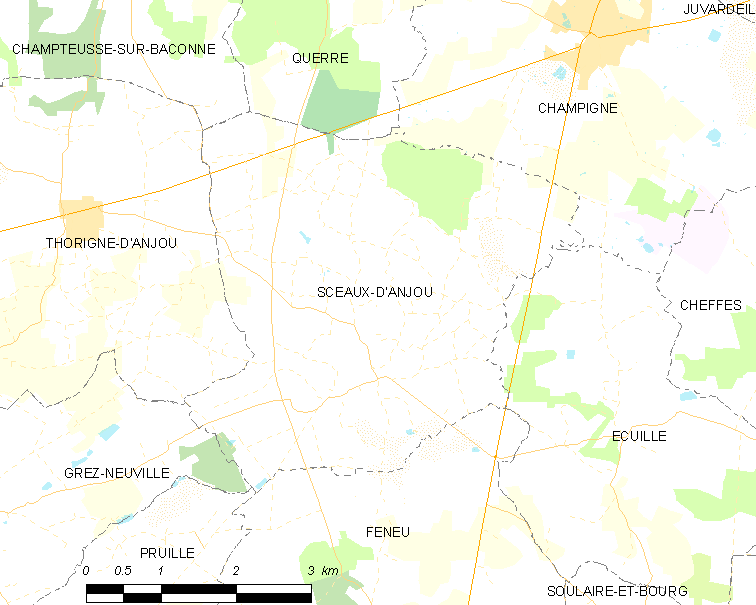
索当茹的OSM定位图

索当茹的时区为UTC+01:00、UTC+02:00（夏令时）。

## 行政
索当茹的邮政编码为49330，INSEE市镇编码为49330。

## 政治
索当茹所属的省级选区为蒂耶尔塞县。

## 人口

1962-2008年间索当茹人口变化图示

索当茹于2022年1月1日时的人口数量为1161人。